# Cerkiew Archanioła Gabriela w Nazarecie
Cerkiew Archanioła Gabriela – cerkiew prawosławna położona w mieście Nazaret, na północy Izraela.

## Historia

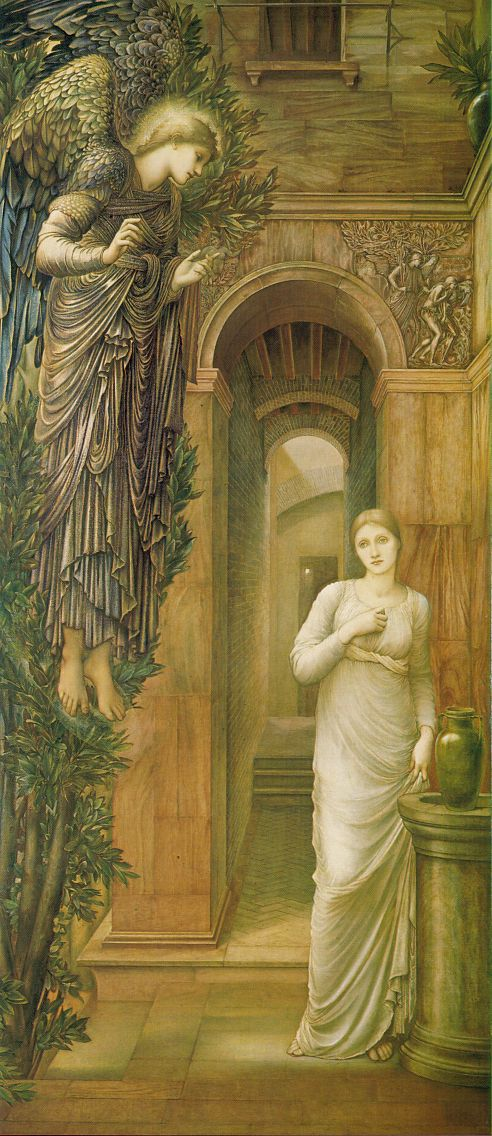
Obraz Zwiastowanie, Edward Burne-Jones, 1879, Lady Lever Art Gallery

### Tradycja chrześcijańska
Nowy Testament jest dosyć skąpy w informacje natury topograficznej, dotyczące lokalizacji Zwiastowania Pańskiego. Jedynie Ewangelia Łukasza przytacza opis wydarzenia, precyzując, iż Archanioł Gabriel objawił się Maryi Pannie w Nazarecie w Galilei. Apokryficzna Protoewangelia Jakuba opisuje, jakoby samo Zwiastowanie miało odbyć się w dwóch miejscach. Maryja miała najpierw ujrzeć posłańca przy źródle. Następnie po pozostawieniu dzbana, objawienie miało dopełnić się już w domu rodzinnym. Przy czym apokryf ten nie precyzuje miejscowości zdarzenia – mogłaby to być nawet Judea. Już w okresie starożytnym, w oparciu o te dwa teksty rozdzielono oba miejsca. (1) Źródło nazaretańskie miało być miejscem ujrzenia Archanioła Gabriela. W miejscu źródła znajduje się dzisiaj prawosławna cerkiew Archanioła Gabriela. Źródło Marii znajduje się w podziemnej krypcie cerkwi, a na jej dziedzińcu jest studnia zasilana wodą ze źródła. (2) Natomiast pozostałości domu rodzinnego Maryi Panny, właściwym Sanktuarium Zwiastowania – miejscem cudownego poczęcia Jezusa Chrystusa. Nad samym miejscem zwiastowania opisanym w Ewangelii Łukasza wznosi się dzisiaj katolicka Bazylika Zwiastowania Pańskiego.

### Historia budowli
Pierwotny kościół powstał w tym miejscu prawdopodobnie w okresie bizantyjskim. Tutejsze źródło było wówczas naturalnym wodopojem – znajdowało się pod ziemią i woda po przepłynięciu 17 metrów podziemnym kanałem w skale wypływała na powierzchnię. Obecnie woda przepływa 130 metrów pod ziemią, aby wydostać się na powierzchnię w publicznej studni Marii. Biskup Arculfus, który w drugiej połowie VII wieku odwiedził Nazaret, twierdził, że obok źródła Marii znajdował się kościół. Pomiędzy 1106 a 1108 rokiem Nazaret odwiedził rosyjski mnich Daniel, który w następujący sposób opisał tutejszy kościół: „Wtedy opuściłem miasto i udałem się nieco na północny wschód, gdzie zobaczyłem wspaniałą studnię, która była głęboka i bardzo zimna. Aby dotrzeć do wody trzeba było głęboko schodzić w dół po schodach. Powyżej znajduje się okrągły kościół dedykowany Archaniołowi Gabrielowi”. W 1185 grecki mnich Jan Fokas złożył następującą relację ze swoich odwiedzin w Nazarecie: „Jak najszybciej przeszliśmy pierwszą bramę tej dużej wsi i znaleźliśmy kościół Archanioła Gabriela. Po lewej stronie ołtarza w tym kościele znajduje się źródło, z którego wypływa woda przejrzystym strumieniem”. W 1283 Nazaret odwiedził dominikański mnich Burchard, który zauważył, że tutejsi mieszkańcy czczą źródło wewnątrz świątyni: „mówi się, że chłopiec Jezus ... często czerpał stąd wodę”. W XIV wieku zachodni podróżnik Jakub z Werony opisał kościół: „Jest to przyzwoita i piękna kaplica, ale teraz jest częściowo zniszczona”. Dodał, że w jego sąsiedztwie jest studnia, z której miał pić wodę Jezus Chrystus i Maria Panna. Wszystko wskazuje na to, że pierwotny kościół został zburzony po 1236 przez Mameluków. Relacje z XVI wieku są ze sobą sprzeczne. Z jednej strony włoski ksiądz Bonifacy z Ragusy pisze w latach 1551–1564, że w kościele modlili się pielgrzymi z różnych krajów. Z drugiej strony, Luigi Vulcano della Padula pisze w 1563, że kościół był w ruinie. Pod koniec XVI wieku Jan Kootwyk pisze, że po kościele pozostały jedynie ruiny. W XVII wieku teolog Francesco Quaresmi pisał, że po świątyni nie pozostał już żaden ślad na powierzchni gruntu. Jedyne pozostałości można było odnaleźć w podziemnej grocie. W 1626 opisał ją w następujący sposób: „Jej długość wynosi 24 dłonie (4,8 m), szerokość 14 (4,8 m), a jej wysokość lub głębokość 15 (3 m). W środku, po stronie wschodniej znajduje się ołtarz do odprawiania mszy. Istnieje na nim wiele obrazów, ale są one bardzo zniszczone przez wilgoć, wiek i złą wolę niewiernych. W najniższej części kaplicy znajduje się źródło, z którego wypływa woda. Są schody, a jednocześnie drzwi, które jak mówi tradycja, były kiedyś wykorzystywane przez siostry zakonne”. W latach 1628–1634 franciszkanie wybudowali niewielką łukową kaplicę nad źródłem. Około 1730 szejk Dhaher al-Omar przekazał kontrolę nad tym terenem miejscowej arabskiej społeczności chrześcijańskiej wyznania prawosławnego. Wcześniej teren ten kontrolowali franciszkanie z Kustodii Ziemi Świętej i katolickie Kościoły wschodnie. W latach 1750–1769 wybudowano nową cerkiew, a później dodano w jej wnętrzu zdobione drewniane ikony.

## Opis budowli
Całość terenu, na którym stoi cerkiew Archanioła Gabriela jest otoczona kamiennym murem. Główne wejście na brukowany wewnętrzny dziedziniec prowadzi przez kwadratową kamienną bramę, która wspiera się na czterech filarach. Szczyt bramy przypomina z wyglądu twierdzę. Pośrodku dziedzińca znajduje się prosta studnia. Cerkiew została wybudowana z jasnego kamienia. Cały budynek prawie nie posiada okien – jedynie po dwa okna znajdują się na południowej i północnej ścianie. W ten sposób całość budynku przypomina obronną twierdzę. Wejście do wnętrza cerkwi jest położone niżej od poziomu dziedzińca i sąsiedniej ulicy. Prowadzą do niego schody. Wejście jest chronione półokrągłym zadaszeniem, wspierającym się na dwóch kolumnach. Nad głównym wejściem wznosi się kwadratowa dzwonnica, obok której umieszczono dodatkowy wolno stojący dzwon.
Cerkiew jest podzielona na dwie części: (1) centralną część modlitewną z XVIII wieku, i (2) starszą północną część z podziemną kryptą. Świątynia posiada trzy nawy, chociaż w rzeczywistości jest to główna sala modlitewna i dwa boczne skrzydła. Wnętrze cerkwi jest ozdobione bogatymi freskami (odnowiono je w latach 1977–1978) i ikonami. Całość uzupełnia złocony ołtarz, krzesło z baldachimem i duże złocone żyrandole zwisające z sufitu. W północnej części cerkwi znajduje się podziemna krypta, do której prowadzą schody. Krypta jest podłużnym korytarzem przykrytym sklepieniem kolebkowym. Boczne ściany wykonano z marmuru i porcelanowych osmańskich płytek, natomiast podłoga jest zdobiona mozaiką. W tylnej części krypty znajduje się pozłacane ogrodzenie, za którym jest źródło Marii.

## Turystyka
Tuż obok cerkwi znajduje się centrum pielgrzymów rosyjskich. Cerkwi nie można zwiedzać w godzinach, kiedy odbywają się nabożeństwa. Świątynia jest otwarta dla turystów od poniedziałku do soboty w godz. 7.00–17.00. W niedziele i święta jest zamknięta dla turystów.